# Are You Passionate?
| 전문가 평가          | 전문가 평가 |
| 총 점수              | 총 점수     |
| 출처                 | 점수        |
| -------------------- | ----------- |
| 메타크리틱           | 54/100      |
| 평가 점수            |             |
| 출처                 | 점수        |
| AllMusic             | [ 2 ]       |
| The Austin Chronicle | [ 3 ]       |
| E! Online            | B+          |
| Neumu                | 3/10        |
| Pitchfork            | 7.5/10      |
| Rolling Stone        | [ 7 ]       |

《Are You Passionate?》은 캐나다의 음악가 닐 영의 스물네 번째 스튜디오 음반으로, 부커 T. & 더 M.G.'s를 피처링한 유일한 음반이며 크레이지 호스와 함께 2002년 4월 9일, 더블 LP로 싱글 CD로 발매된 여덟 번째 음반이다. 이는 영이 이전에 발표했던 것과는 다르게 솔 음악에 대한 시도를 나타낸다. 예외는 크레이지 호스로 녹음된 로커 〈Goin' Home〉과 9·11 테러 공격에 대한 대응인 〈Let's Roll〉이다. 이 음반은 연장된 잼인 〈She's a Healer〉로 끝난다.
수록곡 〈Gateway of Love〉는 뒷면 커버에는 수록되어 있지만 음반에는 수록되어 있지 않다. 이 노래는 발매된 적이 없지만 2001년 유럽 투어 29일 중 28일 동안 크레이지 호스와 함께 연주되었다. 로테르담의 로테르담 아호이 (2001년 7월 24일) 공연 밀레그 녹음본은 이 노래가 8분 36초 동안 계속된다.

## 평가
《Are You Passionate?》은 비평가들로부터 "혼재적이거나 평균적인" 평가를 받았다. 주류 출판물 리뷰에 가중평균 100점 만점에 매기는 메타크리틱에서는 이번 발매가 17개 리뷰에 평균 54점을 받았다.
올뮤직 리뷰에서 평론가 스티븐 토마스 얼와인은 다음과 같이 썼다. "신선한 속도의 변화처럼 들리기는커녕, 지난 10년 동안 너무 많은 중간 정도의 노력을 해온 아티스트의 혼란스럽고 목적 없는 사건이다." 《오스틴 크로니클》에서 라울 에르난데즈는 "노래가 너무 길고, 너무 느리고, 모든 소리가 똑같다"고 인정했다. 《빌보드》는 이 음반을 "영이의 경력에 있어 위대한 다음 단계이자 그가 지금 당장 발표할 수 있는 최고의 음반"이라고 불렀다.

## 곡 목록
모든 곡들은 닐 영에 의해 작사/작곡하였다.
| #   | 제목                             | 재생 시간 |
| --- | -------------------------------- | --------- |
| 1.  | 〈You're My Girl〉               | 4:43      |
| 2.  | 〈Mr. Disappointment〉           | 5:24      |
| 3.  | 〈Differently〉                  | 6:03      |
| 4.  | 〈Quit (Don't Say You Love Me)〉 | 6:03      |
| 5.  | 〈Let's Roll〉                   | 5:53      |
| 6.  | 〈Are You Passionate?〉          | 5:11      |
| 7.  | 〈Goin' Home〉                   | 8:47      |
| 8.  | 〈When I Hold You in My Arms〉   | 4:43      |
| 9.  | 〈Be With You〉                  | 3:34      |
| 10. | 〈Two Old Friends〉              | 6:15      |
| 11. | 〈She's a Healer〉               | 9:10      |